# Delegação de Abia na Assembleia Nacional da Nigéria
A delegação do estado de Abia na Assembleia Nacional da Nigéria compreende três representantes eleitos para o Senado da Nigéria que representam as regiões da Abia Central, Abia do Sul, e Abia do Norte, além de oito deputados para a Câmara dos Representantes que representam os distritos eleitorais de Ikwuano/Umuahia, North/South, Bende, Isuikwato/Umunneochi, Arochukwu/Ohafia, Aba Norte/Sul, Ukwa East/Ukwa West, Isiala Ngwa Norte/Sul e Obingwa/Osisioma/Ugbunagbo.

## Quarta República (1999–presente)

### 4ª Legislatura (1999–2003)
|           |                        |         |                            |           |          |
| Cargo     | Nome                   | Partido | Distrito Eleitoral         | Mandato   | Situação |
|           |                        |         |                            |           |          |
| Senadores | Bob Nwannu             | ANPP    | Abia Central               | 1999–2003 | Eleito   |
| Senadores | Adolphus Wabara        | PDP     | Abia do Sul                | 1999–2003 | Eleito   |
| Senadores | Ike Nwachukwu          | PDP     | Abia do Norte              | 1999–2003 | Eleito   |
|           |                        |         |                            |           |          |
| Deputados | Iheanacho Obioma       | PDP     | Ikwuano/Umuahia Norte/Sul  | 1999–2003 | Eleito   |
| Deputados | Njoku Nnamdi           | PDP     | Bende                      | 1999–2003 | Eleito   |
| Deputados | Uchechukwu Maduako     | PDP     | Isuikwato/Umunneochi       | 1999–2003 | Eleito   |
| Deputados | Mao Arukwe Ohuabunwa   | PDP     | Arochukwu/Ohafia           | 1999–2003 | Eleito   |
| Deputados | Anthony Eze Enwereuzor | ANPP    | Aba Norte/Sul              | 1999–2003 | Eleito   |
| Deputados | Macebuh Chinonyerem    | PDP     | Ukwa East/Ukwa West        | 1999–2003 | Eleito   |
| Deputados | Nwakanwa Chimaobi      | PDP     | Isiala Ngwa Norte/Sul      | 1999–2003 | Eleito   |
| Deputados | Clifford Ohiagu        | PDP     | Obingwa/Osisioma/Ugbunagbo | 1999–2003 | Eleito   |

### 5ª Legislatura (2003–2007)
|           |                       |         |                            |           |          |
| Cargo     | Nome                  | Partido | Distrito Eleitoral         | Mandato   | Situação |
|           |                       |         |                            |           |          |
| Senadores | Chris Adighije        | PDP     | Abia Central               | 2003–2007 | Eleito   |
| Senadores | Adolphus Wabara       | PDP     | Abia do Sul                | 2003–2007 | Reeleito |
| Senadores | Uche Chukwumerije     | PDP     | Abia do Norte              | 2003–2007 | Eleito   |
|           |                       |         |                            |           |          |
| Deputados | Atuma Emeka           | PDP     | Ikwuano/Umuahia Norte/Sul  | 2003–2007 | Eleito   |
| Deputados | Mba Ajah              | PDP     | Bende                      | 2003–2007 | Eleito   |
| Deputados | Uchechukwu Maduako    | PDP     | Isuikwato/Umunneochi       | 2003–2007 | Reeleito |
| Deputados | Mao Arukwe Ohuabunwa  | PDP     | Arochukwu/Ohafia           | 2003–2007 | Reeleito |
| Deputados | Nnanna Uzor Kalu      | AD      | Aba Norte/Sul              | 2003–2007 | Eleita   |
| Deputados | Macebuh Chinonyerem   | PDP     | Ukwa East/Ukwa West        | 2003–2007 | Reeleito |
| Deputados | Anayo Damian Ozurumba | PDP     | Isiala Ngwa Norte/Sul      | 2003–2007 | Eleito   |
| Deputados | Nkechi Justina Nwaogu | PDP     | Obingwa/Osisioma/Ugbunagbo | 2003–2007 | Eleita   |

### 6ª Legislatura (2007–2011)
|           |                       |         |                             |           |          |
| Cargo     | Nome                  | Partido | Distrito Eleitoral          | Mandato   | Situação |
|           |                       |         |                             |           |          |
| Senadores | Nkechi Justina Nwaogu | PDP     | Abia Central                | 2007–2011 | Eleita   |
| Senadores | Enyinnaya Abaribe     | PDP     | Abia do Sul                 | 2007–2011 | Eleita   |
| Senadores | Uche Chukwumerije     | PPA     | Abia do Norte               | 2007–2011 | Reeleito |
|           |                       |         |                             |           |          |
| Deputados | Stanley Ohajuruka     | PPA     | Ikwuano/Umuahia North/South | 2007–2011 | Eleito   |
| Deputados | Nnenna Ijeome Ukeje   | PDP     | Bende                       | 2007–2011 | Eleita   |
| Deputados | Nkiru Onyejiocha      | PDP     | Isuikwato/Umunneochi        | 2007–2011 | Eleito   |
| Deputados | Uduma Kalu            | PDP     | Arochukwu/Ohafia            | 2007–2011 | Eleito   |
| Deputados | Nnanna Uzor Kalu      | PPA     | Aba Norte/Sul               | 2007–2011 | Reeleita |
| Deputados | Uzoma Nkem Abonta     | PDP     | Ukwa East/Ukwa West         | 2007–2011 | Eleita   |
| Deputados | Chineye Fredinard Ike | PDP     | Isiala Ngwa Norte/Sul       | 2007–2011 | Eleito   |
| Deputados | Eziuchi Chinwe Ubani  | PDP     | Obingwa/Osisioma/Ugbunagbo  | 2007–2011 | Eleito   |

### 7ª Legislatura (2011–2015)
| Cargo     | Nome                  | Partido | Distrito Eleitoral          | Mandato   | Situação |
| --------- | --------------------- | ------- | --------------------------- | --------- | -------- |
|           |                       |         |                             |           |          |
| Senadores | Nkechi Justina Nwaogu | PDP     | Abia Central                | 2011–2015 | Reeleita |
| Senadores | Enyinnaya Abaribe     | PDP     | Abia do Sul                 | 2011–2015 | Reeleita |
| Senadores | Uche Chukwumerije     | PDP     | Abia do Norte               | 2011–2015 | Reeleito |
|           |                       |         |                             |           |          |
| Deputados | Udo Ibeji             | PDP     | Ikwuano/Umuahia North/South | 2011–2015 | Eleito   |
| Deputados | Nnenna Ijeome Ukeje   | PDP     | Bende                       | 2011–2015 | Reeleita |
| Deputados | Nkiru Onyejiocha      | PDP     | Isuikwato/Umunneochi        | 2011–2015 | Reeleito |
| Deputados | Arua Arunsi           | PDP     | Arochukwu/Ohafia            | 2011–2015 | Eleita   |
| Deputados | Uzo Azubuike          | PDP     | Aba Norte/Sul               | 2011–2015 | Eleito   |
| Deputados | Abonta Uzoma Nkem     | PDP     | Ukwa East/Ukwa West         | 2011–2015 | Reeleita |
| Deputados | Chineye Fredinard Ike | PDP     | Isiala Ngwa Norte/Sul       | 2011–2015 | Reeleito |
| Deputados | Eziuchi Chinwe Ubani  | PDP     | Obingwa/Osisioma/Ugbunagbo  | 2011–2015 | Reeleito |

### 8ª Legislatura (2015–2019)
| Cargo     | Nome                   | Partido | Distrito Eleitoral          | Mandato   | Situação |
| --------- | ---------------------- | ------- | --------------------------- | --------- | -------- |
|           |                        |         |                             |           |          |
| Senadores | Theodore Orji          | PDP     | Abia Central                | 2015–2019 | Eleito   |
| Senadores | Enyinnaya Abaribe      | PDP     | Abia do Sul                 | 2015–2019 | Reeleita |
| Senadores | Mao Ohuabunwa          | PDP     | Abia do Norte               | 2015–2019 | Eleito   |
|           |                        |         |                             |           |          |
| Deputados | Samuel Ifeanyi Onuigbo | PDP     | Ikwuano/Umuahia North/South | 2015–2019 | Eleito   |
| Deputados | Nnenna Ijeome Ukeje    | PDP     | Bende                       | 2015–2019 | Reeleita |
| Deputados | Nkiru Onyejeocha       | PDP     | Isuikwato/Umunneochi        | 2015–2019 | Reeleito |
| Deputados | Uko Nkole              | PDP     | Arochukwu/Ohafia            | 2015–2019 | Eleito   |
| Deputados | Ossy Chinedu Prestige  | APGA    | Aba Norte/Sul               | 2015–2019 | Eleito   |
| Deputados | Abonta Uzoma Nkem      | PDP     | Ukwa East/Ukwa West         | 2015–2019 | Reeleito |
| Deputados | Darlington Nwokocha    | PDP     | Isiala Ngwa Norte/Sul       | 2015–2019 | Eleito   |
| Deputados | Solomon Adaelu         | PDP     | Obingwa/Osisioma/Ugbunagbo  | 2015–2019 | Eleito   |

### 9ª Legislatura (2019–2023)
| Cargo     | Nome                   | Partido | Distrito Eleitoral          | Mandato   | Situação |
| --------- | ---------------------- | ------- | --------------------------- | --------- | -------- |
|           |                        |         |                             |           |          |
| Senadores | Theodore Orji          | PDP     | Abia Central                | 2019–2023 | Reeleito |
| Senadores | Enyinnaya Abaribe      | PDP     | Abia do Sul                 | 2019–2023 | Reeleita |
| Senadores | Orji Uzor Kalu         | APC     | Abia do Norte               | 2019–2023 | Eleito   |
|           |                        |         |                             |           |          |
| Deputados | Samuel Ifeanyi Onuigbo | PDP     | Ikwuano/Umuahia North/South | 2019–2023 | Reeleito |
| Deputados | Benjamin Kalu          | APC     | Bende                       | 2019–2023 | Eleito   |
| Deputados | Nkiru Onyejeocha       | APC     | Isuikwato/Umunneochi        | 2019–2023 | Reeleito |
| Deputados | Uko Nkole              | PDP     | Arochukwu/Ohafia            | 2019–2023 | Reeleito |
| Deputados | Ossy Chinedu Prestige  | APGA    | Aba Norte                   | 2019–2023 | Reeleito |
| Deputados | Chimaobi Ebisike       | PDP     | Aba Sul                     | 2019–2023 | Eleito   |
| Deputados | Abonta Uzoma Nkem      | APC     | Ukwa East/Ukwa West         | 2019–2023 | Reeleito |
| Deputados | Darlington Nwokocha    | PDP     | Isiala Ngwa Norte/Sul       | 2019–2023 | Reeleito |
| Deputados | Solomon Adaelu         | PDP     | Obingwa/Osisioma/Ugbunagbo  | 2019–2023 | Reeleito |